# Othmar Reichmuth
Othmar Reichmuth, né le 24 janvier 1964 à Schwytz (originaire du même lieu), est une personnalité politique suisse, membre du Centre et député du canton de Schwytz au Conseil des États depuis 2019.

## Biographie
Othmar Reichmuth naît le 24 janvier 1964 à Schwytz. Il en est également originaire.
Ancien lutteur, il a une formation de fromager et un diplôme d'une école de commerce et d'administration.
Il est marié et père de quatre enfants. Il habite à Buoflen, dans la commune d'Illgau.
Il a le grade de soldat à l'armée.

## Parcours politique
Membre de l'exécutif de la commune d'Illgau de 1994 à 2006, il en devient le président de 2002 à 2006. 
Il est par la suite membre du gouvernement du canton de Schwytz d'octobre 2010 à fin juin 2020, où il est responsable des travaux publics. Il préside le gouvernement de juin 2016 à juin 2018. Fin 2012, il dénonce les effets collatéraux des baisses d’impôts dans son canton, qui ont provoqué une hausse du nombre d'habitants (49 % de plus en 30 ans), du trafic, des loyers et des primes d’assurances,.
Le 20 octobre 2019, il est élu au Conseil des États au 2e tour, devançant le conseiller national UDC Pirmin Schwander (23 359 voix contre 21 338) et parvenant ainsi à récupérer le siège que son parti avait perdu 8 ans plus tôt au profit de l'UDC. Il siège depuis le 4 décembre 2019 au sein de la Commission de gestion (CdG) et de la Commission de l'environnement, de l'aménagement du territoire et de l'énergie (CEATE).
En décembre 2020, il est condamné à une peine pécuniaire avec sursis et à une amende pour une affaire d'élimination illégale de boues contaminées dans les profondeurs du lac des Quatre-Cantons remontant à l'époque où il était responsable des travaux publics au gouvernement du canton de Schwytz,,.
Il n'est pas réélu en octobre 2023, terminant en troisième position avec 27 699 voix contre 30 112 voix pour le conseiller national UDC Pirmin Schwander et 33 342 voix pour la conseillère nationale et ancienne présidente du Parti libéral-radical Petra Gössi.

### Autres mandats
Othmar Reichmuth est président de l'Association suisse du chauffage à distance depuis août 2020. Il est également président du conseil de fondation du Secours d'hiver du canton de Schwytz.